# 정선연
정선연(1973년 7월 18일 ~ 2024년 1월 28일)은 대한민국의 가수이다.

## 생애
그는 1973년 대구에서 태어났다. 1990년 대구출신 락밴드 사계로 데뷔, 1991년 넥스트 기타리스트 김세황과 함께 밴드 다운타운의 보컬로 활동 했다. 이후 솔로로 데뷔했으며 허스키 보이스 로커로 주목을 받으며, 드라마 ‘어머님은 내 며느리’, ‘고독’, ‘울지 않는 새’ 등 다수의 드라마 주제곡을 불렀다. 특히 ‘어머님은 내 며느리’의 OST ‘빈처’는 대중들에게 큰 인기를 끌며 임재범, 박완규와 견주며 많은 사랑을 받았다.
2002년 ‘고독’ 발매 이후 활동이 뜸했던 그는 2015년 ‘빈처’ 리메이크 앨범으로 13년 만에 컴백해 이목을 끌기도 하였다.

### 사망
2024년 1월 28일 지병으로 사망했다.